# مرکوری زفیر
مرکوری زفیر (Mercury Zephyr) خودرویی است که در سال‌های ۱۹۷۸ تا ۱۹۸۳در کانادا و کانزاس‌سیتی تولید شده‌است. طراحی آن خودروهای موتور جلو-محور عقب بوده ‌است. سیستم جعبه‌دندهٔ آن ۳ دنده به دو صورت خودکار و دستی است.